# نون و ریحون
نون و ریحون یک مجموعه تلویزیونی به کارگردانی فرزاد مؤتمن، نویسندگی عباس نعمتی و تهیه‌کنندگی محمود رضوی می‌باشد که در ماه رمضان ۱۳۸۹ از شبکه تهران پخش شد. این مجموعه داستان پنج دوست است که با همکاری یکدیگر یک حمام قدیمی را به سفره خانه سنتی تبدیل می‌کنند اما در ادامه اتفاقاتی رخ می‌دهد که تصمیم می‌گیرند دیگر ازدواج نکنند. طراحی گریم این مجموعه بر عهده سعید مؤذنی بود.

## خلاصه داستان
داستان چند جوان که با کمک هم رستورانی را راه اندازی میکنند و تحت تاثیر خان عمو مصمم به مجرد بودن هستند اما هر کدام جداگانه در مسیر عشق قرار میگیرند.

## بازیگران
- انوشیروان ارجمند
- سعید پیردوست
- شقایق دهقان (ریحانه)
- امیرحسین رستمی (عباس)
- مائده طهماسبی (منیر خانم)
- سوسن مقصودلو
- برزو ارجمند (مراد)
- رضا داوودنژاد (حامد)
- ملیکا شریفی‌نیا (هانیه)
- خسرو احمدی
- سولماز غنی (بهاره)
- فرهاد آئیش (خان عمو)
- علی قربان‌زاده (فرید)
- گلاره عباسی (فرشته)
- بیتا سحرخیز
- مهران رنجبر
- شبنم قلی‌خانی
- بهنوش بختیاری
- پرستو صالحی
- داریوش کاردان
- علی برقی